# عبد الكريم جويطي
عبد الكريم الجويطي (ولد يوم 13 مايو 1962 بمدينة بني ملال)، هو كاتب وروائي ومترجم مغربي حاصل على جائزة المغرب للكتاب.

## سيرته
اشتغل أستاذا، تم مندوبا ومديرا جهويا لوزارة الثقافة، وهو حاليا مكلف بالدراسات في وزارة الثقافة بجهة تادلة أزيلال.
وقد قام عبد الكريم جويطي سنة 2010 بترجمة رواية البلجيكية إيميلي نوثومب « نظافة القاتل ‏» إلى اللغة العربية.
حاز على العديد من الجوائز، من بينها جائزة المغرب للكتاب، وجائزة اتحاد كتاب المغرب.
من أهم رواياته رواية المغاربة التي حققت نسبة استثنائية في التداول والانتشار والشهرة، ووصلت إلى القائمة الطويلة ل جائزة البوكر للرواية العربية، وحصلت على جائزة المغرب للكتاب.

## أسلوبه
تميز أسلوبه الروائي بالهتمام بالتاريخ وفال عى ذلك : "لا يكتب الرواية بهدف إضافة حقيقة إلى الحقائق التاريخية التي تطرق إليها المؤرخون، بل يكتب لكي يعطي صيغة أخرى للأحداث لا توجد عند أي مؤرخ، لأن الروائي يملك أدوات غير متاحة للمؤرخ، مثل المفارقة والسخرية والانتصار للصامتين والغوص في أعماق ذوات المنتصرين ...“

## قال عنه النقاد:
عبد الغني عمراني كتب عنه في جريدة الاتحاد الإشتراكي : "يعتبر الكاتب المغربي عبد الكريم الجويطي ظاهرة متفردة في الكتابة الروائية الحديثة في المغرب؛ فهو لا يحظى فقط بمتابعة النخبة المثقف، بل باهتمام عموم القراء أيضاً، ويشكل صدور عمل روائي له حدثاً ثقافياً بامتياز، فمنذ صدور عمله الروائي الأول «ليل الشمس» في بداية التسعينيات وفوزه بجائزة اتحاد كتاب المغرب للأدباء الشباب، وهو يحظى والمتابعة المتفردة."

## مؤلفاته:
صدرت له عدة روايات ونصوص سردية:
- أولها ليل الشمس (1992)، رواية فازت بجائزة اتحاد كتاب المغرب للشباب
- زغاريد الموت (1996)، عن منشورات افريقيا الشرق.
- رمان المجانين (1998).
- الموريلا الصفراء (2003)، للمؤسسة العربية للدراسات والنشر.
- كتيبة الخراب (2007)، وصلت إلى القائمة الطويلة للرواية العربية سنة 2009.
- المغاربة (2016).
- ثورة الأيام الأربعة (2021).